# Xu Yuhua

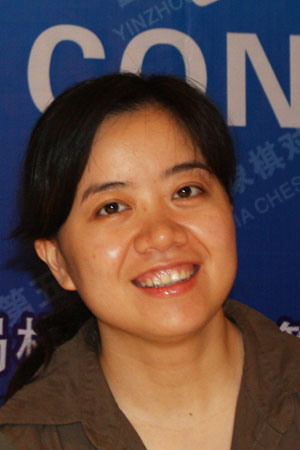
Xu Yuhua, 2008

Xu Yuhua (chinesisch 許昱華 / 许昱华, Pinyin Xǔ Yùhua, * 29. Oktober 1976 in Jinhua) ist eine chinesische Schachspielerin und ehemalige Schachweltmeisterin (2006–2008).

## Leben
Sie trägt seit 2000 den Titel einer Großmeisterin der Frauen (WGM); im Jahr 2007 wurde ihr vom Präsidenten der FIDE der Großmeister-Titel verliehen.
2000 gewann sie den Weltcup der Frauen in Shenyang und verteidigte diesen Titel 2002 in Hyderabad. Beim stark besetzten North Urals Cup in Krasnoturjinsk im Juli 2005 kam sie auf den zweiten Platz hinter K. Humpy. Im Oktober 2009 gewann sie das Grand Prix-Turnier in Nanjing (Kategorie 8) mit 8 Punkten aus 11 Partien.
Seit 2000 nahm sie an Schachweltmeisterschaften der Frauen teil. In Neu-Delhi 2000 erreichte sie die dritte Runde, in Moskau 2001 das Halbfinale und in Elista 2004 das Viertelfinale. Beim WM-Turnier in Jekaterinburg im März 2006 schaltete sie mehrere russische Spitzenspielerinnen aus und gewann das Finale gegen Alissa Galljamowa mit 2,5:0,5.
Als Weltmeisterin war Xu Yuhua für den Schach-Weltpokal 2007 qualifiziert, bei dem sie in der ersten Runde Wladimir Malachow mit 0:2 unterlag.
Xu Yuhuas Elo-Zahl beträgt 2465 (Stand: Dezember 2014), sie wird jedoch als inaktiv geführt, da sie seit der chinesischen Mannschaftsmeisterschaft 2011 keine Elo-gewertete Partie mehr gespielt hat. Ihre höchste Elo-Zahl von 2517 erreichte sie im April 2006.
| Hier fehlt eine Grafik, die leider im Moment aus technischen Gründen nicht angezeigt werden kann. Wir arbeiten daran! |

## Nationalmannschaft
Mit China nahm Xu Yuhua an den Schacholympiaden der Frauen 2000, 2002 und 2004 teil und gewann diese alle. Außerdem gewann sie mit China die asiatischen Mannschaftsmeisterschaften der Frauen 1995, 1999 und 2003, wobei sie zusätzlich jeweils eine individuelle Goldmedaille gewann (1995 am Reservebrett, 1999 am dritten und 2003 am zweiten Brett), sowie am ersten Frauenbrett spielend den Schachwettbewerb der Hallen-Asienspiele 2007.

## Vereine
In der chinesischen Mannschaftsmeisterschaft spielte Xu Yuhua 2005, 2006 und von 2008 bis 2011 für Zhejiang. In der russischen Mannschaftsmeisterschaft der Frauen erreichte Xu Yuhua 2008 mit Spartak Widnoje und 2009 mit AWS Krasnoturjinsk den zweiten Platz. Mit AWS Krasnoturjinsk nahm sie außerdem am European Club Cup der Frauen 2007 teil, sie erreichte mit der Mannschaft den zweiten Platz und in der Einzelwertung am Spitzenbrett den dritten Platz.